# Grliče
Grliče so razloženo naselje v Občini Šmarje pri Jelšah, ki leži na slemenu in pobočjih Zgornjesotelskega gričevja med Hajnskim potokom ter Mestinjščico, jugovzhodno od Mestinja. Po južnem robu naselja je speljana cesta proti Podčetrtku in Brežicam.
Glavna gospodarska dejavnost v vasi je pridelava mleka, številni krajani pa so zaposleni v bližnjem Mestinju in Rogaški Slatini.